# Nässelsmygsångare
Nässelsmygsångare (Helopsaltes fasciolatus) är en östasiatisk fågel i familjen gräsfåglar inom ordningen tättingar. Den häckar på ängar i nordöstra Asien och flyttar vintertid till Sydöstasien. Vid två tillfällen har den påträffats i Europa. Arten kallades tidigare större flodsångare. Beståndet anses vara livskraftigt.

## Kännetecken

### Utseende
Nässelsmygsångare är störst av sina släktingar, nästan lika stor som trastsångare, med en längd på 16,5-18 centimeter. Adulta fågeln har en ostreckad olivbrun rygg, enfärgat grått bröst och brunaktig undersida med ofläckade mattorange undre stjärtteckare.

### Läte
Sången är en högljudd, distinkt och kort nästan bulbyllik fras, väldigt olik den insektslika sången hos de europeiska Locustella-arterna och mer melodiös än starrsångarens. Under häckningstid sjunger den i gryning och skymning.

## Utbredning och systematik
Fågeln häckar i nordöstra Asien och övervintrar i Filippinerna, Indonesien och västra Nya Guinea. Den är en mycket sällsynt gäst i Europa med endast två fynd: 26 september 1913 i franska Ouesant samt 25 september 1955 vid Lodbjerg fyr, Danmark.
Tidigare behandlades sachalinsmygsångaren som en underart till fasciolatus, men den urskiljs numera genomgående som egen art. Den tillhör en grupp med de östasiatiska gräsfåglarna sachalinsmygsångare, starrsångare, kilstjärtad smygsångare, koreasmygsångare och ochotsksmygsångare.

### Släktestillhörighet
DNA-studier från 2018 har också visat att en grupp östasiatiska arter som traditionellt placeras i Locustella, bland annat starrsångare, visserligen är en systergrupp till Locustella, men skildes åt för hela 14 miljoner år sedan. Författarna till studien rekommenderar därför att de placeras i ett eget nyskapat släkte, som de ger namnet Helopsaltes. Numera följer de ledande taxonomiska auktoriteterna rekommendationerna. 

### Familjetillhörighet
Gräsfåglarna behandlades tidigare som en del av den stora familjen sångare (Sylviidae). Genetiska studier har dock visat att sångarna inte är varandras närmaste släktingar. Istället är de en del av en klad som även omfattar timalior, lärkor, bulbyler, stjärtmesar och svalor. Idag delas därför Sylviidae upp i ett flertal familjer, däribland Locustellidae.

## Ekologi
Fågeln häckar på ängar i floddalar, skogskanter, gläntor och bambusnår. Den föredrar högväxa örter, nässelsnår och igenväxta marker, huvudsakligen i låglänta och kustnära områden. Den häckar från mitten av juni till början av juli och bygger en stor och djup skål av döda löv och torrt gräs. Boet placeras på marken bland nässlor, vid en grästuva eller under en liten buske. Honan lägger tre till fyra ägg som ruvas i cirka 15 dagar. Fågeln lever av insekter.

## Status och hot
Arten har ett stort utbredningsområde och en stabil population. Utifrån dessa kriterier kategoriserar internationella naturvårdsunionen IUCN arten som livskraftig (LC). Världspopulationen har inte uppskattats, men den beskrivs som mycket vanlig.

## Namn
Arten har även kallats större flodsångare, graysmygsångare och Grays smygsångare. 